# Kellner (Familienname)
Kellner ist ein Familienname, der vor allem im deutschsprachigen Raum vorkommt.

## Bedeutung
Der Name wird nach Jakob Ebner auf den Beruf des Kellermeisters (früher Kelner) bzw. den Gastronomieberuf des Kellners zurückgeführt. Nach Horst Naumann ist auch eine Benennung nach dem Keller möglich.

## Namensträger

### A
- Adolf Kellner (1897–1945), sudetendeutscher tschechoslowakischer Politiker
- Albrecht Kellner (* 1945), Physiker und Buchautor
- Alexander Kellner (* 1961), liechtensteinisch-brasilianischer Paläontologe
- Alexis Kellner (1880–1953), Gründer der Karosserie Alexis Kellner in Berlin
- Altman Kellner (1902–1981), österreichischer Theologe und Musikwissenschaftler
- Andreas Kellner (vor 1569–1591), deutscher Buchdrucker
- Anna Kellner (1862–1941), österreichische Übersetzerin
- August Kellner (1794–1883), deutscher Förster und Entomologe

### B
- Beate Kellner (* 1963), deutsche Germanistin
- Benedikt Kellner (* 1998), deutscher Handballspieler
- Bernhard Kellner (* 1969), deutscher Verleger
- Birgit Kellner (* 1969), österreichische Buddhismuskundlerin und Indologin

### C
- Carl Kellner (Optiker) (1826–1855), deutscher Optiker und Unternehmer
- Carl Kellner (Maler) (1886–1953), deutscher Maler
- Catherine Kellner (* 1970), US-amerikanische Schauspielerin und Filmproduzentin
- Christian Kellner (Funktionär), (* 1954) Hauptgeschäftsführer des Deutschen Verkehrssicherheitsrates
- Christian Kellner (Rennfahrer) (* 1971), deutscher Motorradrennfahrer
- Christian Kellner (Fußballspieler) (* 1975), österreichischer Fußballspieler

### D
- Dan Kellner (* 1976), US-amerikanischer Fechter
- David Kellner (Mediziner) (1643–1725), deutscher Arzt und Naturwissenschaftler
- David Kellner (1670–1748), deutscher Jurist, Dichter, Organist, Musiktheoretiker und Lautenist
- Don Kellner (* vor 1961), US-amerikanischer Fallschirmspringer
- Dora Sophie Kellner (1890–1964), österreichische Journalistin, Schriftstellerin und Übersetzerin
- Douglas Kellner (* 1943), US-amerikanischer Philosoph

### E
- Emma Kellner (* 1953), deutsche Politikerin (Bündnis 90/Die Grünen)
- Erich Kellner (1914–nach 1967), deutscher Kfz-Mechaniker und Politiker (LDPD)
- Ernst Kellner (1875–1952), deutscher Unternehmer und Kunstmäzen
- Ernst August Kellner (1792–1839), deutscher Sänger, Pianist und Organist

### F
- Florian Kellner (* 1982), deutscher Informatiker, Wirtschaftswissenschaftler und Hochschullehrer
- Friedrich Kellner (1885–1970), deutscher Politiker (SPD), Justizbeamter und Autor
- Friedrich Kellner von Köllenstein (1802–1881), österreichischer Offizier und Politiker
- Fritz Kellner (1946/1947–2019), deutscher Fußballspieler und -funktionär, Unternehmer und Sponsor

### G
- Georg Christoph Kellner (1765–1808), deutscher Pädagoge, Publizist und Schriftsteller
- Gottlieb Theodor Kellner (1819–1898), deutscher Journalist
- Gyula Kellner (1871–1940), ungarischer Leichtathlet

### H
- Hans Kellner (Goldschmied) (1553–1609), deutscher Goldschmied
- Hans Kellner (Politiker, 1912) (1912–2008), deutscher Politiker (SPD)
- Hans Kellner (Politiker, 1929) (1929–2005), österreichischer Lehrer und Politiker (ÖVP)
- Hansfried Kellner (1934–2017), deutscher Soziologe
- Hans-Jörg Kellner (1920–2015), deutscher Provinzialrömischer Archäologe und Numismatiker
- Heinrich Kellner (Ratsherr) (1440–1510), deutscher Politiker, Ratsherr in Erfurt
- Heinrich Kellner (Jurist) (1536–1589), deutscher Jurist und Autor
- Heinrich Kellner (Missionar) (1907–1936), deutscher Missionar und Märtyrer
- Herbert Kellner (Politiker) (1917–1983), deutscher Politiker (SPD), MdL Baden-Württemberg
- Herbert Kellner (Curler), deutscher Curler
- Herbert Anton Kellner (1936/1938–2003), deutscher Musikwissenschaftler
- Hermann Kellner (1849–1926), deutscher Glasmaler
- Horst Kellner (* 1930), deutscher Jurist, Hochschullehrer und Politiker (KPD, SED, PDS)

### I
- Ilse Ringler-Kellner (1894–1958), österreichische Autorin

### J
- Jacques Kellner (1894–1942), französischer Luftfahrtmanager und Widerstandskämpfer ; ab 1924 Partner der Karosserie Kellner Frères in Paris
- Jamie Kellner (1947–2024), US-amerikanischer Fernsehmanager
- Johann Kellner (Politiker) (um 1410–1484), deutscher Politiker, Bürgermeister von Erfurt
- Johann Christoph Kellner (1736–1803), deutscher Organist und Komponist
- Johann Peter Kellner (1705–1772), deutscher Komponist
- Johann Stephan Kellner (1812–1867), deutscher Glasmaler, siehe Stephan Kellner
- Johann Wilhelm Kellner von Zinnendorf (1731–1782), deutscher Militärarzt und Freimaurer
- Johannes Kellner, eigentlicher Name von Johannes Cellarius (1496–1542), deutscher Theologe
- Johannes Kellner (Handballspieler) (* 1999), deutscher Handballspieler
- Johannes Kellner von Kirchheim (um 1415–1470), deutscher Arzt
- John Vincent Kellner (1931–1987), australischer Schachspieler
- Jörg Kellner (* 1958), deutscher Politiker (CDU)
- Josef Kellner (1876–um 1929), österreichischer Grafiker
- Josefa Kellner (1891–1965), österreichische Schwimmerin
- Joseph Kellner (1749–1814), deutscher Glasmaler und Kupferstecher
- Julius Kellner (?–1879), deutscher Buchhändler und Verleger
- Julius Christian Kellner, eigentlicher Name von Julius Christian Koch (1792–1860), deutscher Schauspieler

### K
- Karl Kellner (Chemiker) (1850–1905), österreichischer Chemiker, Industrieller und Okkultist
- Karl Kellner (Lehrer) (1890–1965), deutscher Lehrer und Chronist
- Karl Adam Heinrich Kellner (1837–1915), deutscher Theologe
- Kurt Kellner (1891–1972), deutscher Arzt und Kommunalpolitiker (KPD)

### L
- Lars David Kellner (* 1973), deutscher Pianist und Arzt
- Leon Kellner (1859–1928), österreichischer Zionist, Anglist und Literaturhistoriker
- Lonny Kellner (1930–2003), deutsche Schauspielerin und Sängerin
- Lorenz Kellner (1811–1892), deutscher Pädagoge
- Lotte Kellner (1904–1983), deutsch-britische Physikerin
- Ludwig Heinrich Kellner (1727–1804), deutscher Organist und Kantor
- Lukas Kellner (* 1991), deutscher Leichtathlet

### M
- Manuel Kellner (* 1955), deutscher Trotzkist, Journalist und Autor
- Mathias Kellner (* 1984), deutscher Musiker
- Michael Kellner (Fußballspieler) (* 1942), deutscher Fußballspieler
- Michael Kellner (Verleger) (* 1953), deutscher Verleger und Übersetzer
- Michael Kellner (Mediziner) (* 1962), deutscher Arzt und Psychotherapeut
- Michael Kellner (Politiker) (* 1977), deutscher Politiker (Bündnis 90/Die Grünen)

### N
- Narelle Kellner (1934–1987), australische Schachspielerin

### O
- Oskar Kellner (1851–1911), deutscher Agrikulturchemiker und Tierernährungswissenschaftler
- Otto Kellner (1899–nach 1989), deutscher Kunsthistoriker

### P
- Paul Kellner (1890–1972), deutscher Schwimmer
- Peter Kellner (Journalist) (* 1946), britischer Journalist
- Peter Kellner (Geschäftsmann) (Peter B. Kellner), US-amerikanischer Geschäftsmann und Manager ungarischer Herkunft
- Peter Kellner (Sänger, I), deutscher Sänger (Bassbariton)
- Peter Kellner (Sänger, 1989) (* 1989), slowakischer Opernsänger (Bass)
- Peter Kellner-Hostinský (1823–1873), slowakischer Schriftsteller, Historiker und Journalist
- Petr Kellner (1964–2021), tschechischer Unternehmer und Milliardär
- Philipp Kellner (* 1997), österreichischer Ruderer

### R
- Ralf Kellner, deutscher Ökonom
- Robert Adolph Kellner (1842–1902), deutscher Politiker, MdL Sachsen
- Rolf Kellner (Fotograf) (1897–1991), deutscher Fotograf und Verleger
- Rolf-Dieter Kellner (* 1950), deutscher Künstler
- Rosa Kellner (1910–1984), deutsche Leichtathletin
- Rudolf Kellner (1938–2005), österreichischer Koch und Hotelier

### S
- Sebastian Kellner (* 1992), österreichischer Handballspieler
- Stefan Kellner (* 1962), deutscher Handballspieler
- Stephan Kellner (1812–1867), deutscher Glasmaler
- Stephanie Kellner (* 1975), deutsche Schauspielerin

### T
- Theo Kellner (1899–1969), deutscher Maler und Architekt
- Theodor Kellner (* 1933), deutscher Ingenieur und Geschäftsführer des IFBS
- Thomas Kellner (* 1966), deutscher Fotograf

### U
- Ute Kellner (* 1969), deutsche Volleyballspielerin
- Uwe Kellner (Politiker) (* 1955/1956), deutscher Kommunalpolitiker und ehemaliger Bürgermeister von Achim
- Uwe Kellner (Ruderer) (* 1966), deutscher Ruderer

### V
- Viktor Kellner (1887–1970), österreichisch-israelischer Pädagoge

### W
- Walter Kellner (1817–1881), deutscher Unternehmer und Abgeordneter
- Wilhelm Kellner (Namenforscher) (1829–nach 1875), deutscher Lehrer und Namenforscher
- Wilhelm Kellner (Schriftsteller) (1903–1977), deutscher Schriftsteller, Dichter und Übersetzer
- Wilhelm Andreas Kellner (1694–1744), deutscher Mediziner
- William Kellner (geb. Wilhelm Wolf Kellner; 1900–1996), österreichisch-britischer Szenenbildner
- Wolf Erich Kellner (1930–1964), deutscher Archivar
- Wolfgang Kellner (Schriftsteller) (1928–2014), deutscher Schriftsteller
- Wolfgang Kellner (Fußballspieler, 1953) (* 1953), deutscher Fußballspieler
- Wolfgang Kellner (Fußballspieler, 1963) (* 1963), deutscher Fußballtorwart